# Mona Achache
Pour les articles homonymes, voir Achache.
Mona Achache, née le 18 mars 1981 à Paris, est une réalisatrice et scénariste française,,,.

## Biographie

### Famille
Mona Achache est née à Paris le 18 mars 1981.
Elle est la fille de l'écrivaine et photographe française Carole Achache, née Carole Salomon, et du réalisateur et scénariste français Jean Achache,. Elle a un frère. Elle est la petite-fille de l'écrivaine française Monique Lange et de l'historien des sciences français Jean-Jacques Salomon. Sa grand-mère paternelle est la psychanalyste et médecin Suzanne Achache-Wiznitzer, elle-même enfant de déporté de la Shoah, à qui elle dédie son film Cœurs vaillants (2022) et à propos de qui elle a tourné son premier court métrage Suzanne, sorti en 2005. 

### Parcours
Après une scolarité littéraire et théâtrale, Mona Achache devient assistante à la mise en scène, puis scripte, sur des fictions et des documentaires. Mère à 20 ans, elle en réalise un sur la naissance, Alma et les autres, sorti en 2004. En 2005 puis 2007, elle réalise successivement Suzanne et Wawa, deux courts métrages primés. 
Son premier long métrage, Le Hérisson, sort en 2009 en France puis dans plus de trente pays. Elle participe ensuite à l’écriture de plusieurs scénarios. Elle réalise le téléfilm Bankable, diffusé sur Arte en 2012. Les Gazelles, son deuxième long métrage, sort début 2014.
En 2021, elle sort son troisième long métrage, Cœurs vaillants, inspiré de l'histoire vraie de sa grand-mère Suzanne Achache-Wiznitzer, qui était une enfant juive cachée et placée en famille d'accueil pendant la Seconde Guerre mondiale pour échapper à la Shoah,,.
Elle est la réalisatrice de plusieurs épisodes de la série franco-belge HPI, tournée dans le Nord.
Little Girl Blue, sorti en 2023, est un film mi-documentaire mi-fiction qui évoque la personnalité et le suicide, en 2016, de sa mère, Carole Achache, jouée par Marion Cotillard.
Le 4 mars 2025 est diffusé sur France 2 le documentaire Quand tu écouteras cette chanson, d'après le livre de Lola Lafon et avec elle, à l'occasion des 80 ans de la mort d'Anne Frank.

### Engagement
Elle est membre du collectif 50/50 qui a pour but promouvoir l’égalité des femmes et des hommes et la diversité dans le cinéma et l’audiovisuel,.

### Vie privée
Elle a été la compagne de Christophe Ruggia, ainsi qu'elle en témoigne dans l'enquête de Mediapart concernant les accusations d'Adèle Haenel.

## Filmographie

### Réalisatrice

#### Télévision
- 2012 : Bankable (téléfilm)
- 2015-2017 : Marjorie (série télévisée), trois épisodes
- 2016 : Accusé  (série télévisée), trois épisodes
- 2019 : Osmosis (série télévisée), deux épisodes
- 2019-2020 : Balthazar (série télévisée), quatre épisodes
- 2021 : Les Femmes et l'assassin (documentaire), coréalisé avec Patricia Tourancheau
- 2022 : Champion (téléfilm)
- 2022-2024 : HPI (série télévisée), sept épisodes
- 2025 : Quand tu écouteras cette chanson (documentaire), avec Lola Lafon, d'après son livre éponyme[19]

#### Cinéma

##### Longs métrages
- 2009 : Le Hérisson
- 2014 : Les Gazelles
- 2021 : Coeurs vaillants
- 2023 : Little Girl Blue

##### Courts métrages
- 1999 : C'est pas ma faute ! de Jacques Monnet (making of)
- 2004 : Alma et les autres
- 2005 : Suzanne
- 2008 : Wawa

### Scénariste

#### Cinéma
- 2005 : Suzanne (court métrage)
- 2008 : Wawa (court métrage)
- 2009 : Le Hérisson
- 2013 : Les Gamins d'Anthony Marciano — participation au scénario
- 2014 : Les Gazelles
- 2016 : Accusé (série télévisée), 1 épisode
- 2021 : Cœurs vaillants

#### Télévision
- 2012 : Bankable (téléfilm)
- 2017 : Marjorie (série télévisée), 2 épisodes

### Actrice ou intervenante
- 2009 : Eden à l'ouest de Costa-Gavras : Marie-Lou
- 2011 : Dans la tourmente de Christophe Ruggia : l'épouse Charlier
- 2013 : Cinéast(e)s (série documentaire) de Julie Gayet et Mathieu Busson : elle-même

### Assistante réalisatrice
- 2003 : Alfred Nakache, le nageur d'Auschwitz (documentaire) de Christian Meunier
- 2003 : Père et Fils de Michel Boujenah

## Distinctions

### Récompenses
- Festival des Nations Ebensee 2006 : Ours d'or pour Suzanne[23]
- Festival international du film du Caire 2009 : Pyramide d'argent, Prix de la meilleure réalisation, Prix spécial et Prix FIPRESCI pour Le Hérisson[24]
- Festival international du film de Valladolid 2009 : prix du public pour Le Hérisson[25]
- Festival international du film de Seattle 2010 : Golden Space Needle pour Le Hérisson[26]

### Nominations et sélections
- Festival de Cannes 2023 : sélection « Séances Spéciales », en compétition pour L'Œil d'or pour Little Girl Blue[27]
- Festival CineLibri 2023 : en compétition pour le prix du meilleur documentaire pour Little Girl Blue[28]
- Rencontres du cinéma francophone en Beaujolais 2023 : en compétition pour le prix du jury pour Little Girl Blue[29]
- Prix Louis-Delluc 2023 : meilleur film pour Little Girl Blue[30]
- Prix Lumières 2024 : nomination meilleur documentaire pour Little Girl Blue[31]
- Césars 2024 : meilleur documentaire pour Little Girl Blue[32]